# Neil Buchanan
Neil Buchanan (Aintree, Liverpool, 11 de outubro de 1961) é um apresentador, ator de televisão e guitarrista britânico. É conhecido pelo seu trabalho no programa Art Attack entre 1990 e 2007. Estudou no Liverpool Art College, um colégio britânico, por onde passou personalidades como John Lennon. Ele tem dois filhos, Molly e Freddie Buchanan. Neil é guitarrista da Banda Marseille, uma banda de heavy-metal britânica, da qual faz parte desde sua fundação, em 1976. Sua primeira aparição na TV foi em 1977, no "Battle of the Bands", uma competição entre bandas de rock britânicas, pelo qual se apresentou com sua banda. Sua primeira atuação principal na TV foi como um dos apresentadores da série infantil britânica No. 73, que era exibida nas manhãs de sábado entre janeiro de 1982 e janeiro de 1988. Participou também das séries britânicas Finders Keepers, entre 1991 e 1998, na série ZZZap! na seção "Smart Arty" de 1993 a 1998, e It´s a Mystery entre 1996 e 1999.

## No Art Attack
Ele foi o criador e artista do Art Attack, juntamente com Tim Edmunds, pela The Media Merchants, atual empresa da HIT Entertaiment. Sua criação foi em junho de 1990, quando começou a apresentar o programa, até maio de 2007 quando o formato original do programa foi cancelado. O programa era originalmente britânico. Houve várias temporadas ao redor do mundo, co-produzidas pelo Disney Channel, mas no Brasil foram exibidas apenas 4. A primeira delas foi produzida em 2000 e 2002.